# Opochtli Iztahuatzin
Opochtli Iztahuatzin era el marido de la princesa Atotoztli I, hija del rey Coxcoxtli de Culhuacan. 
Él era el padre del primer gobernante de Tenochtitlan, Acamapichtli y abuelo de los Reyes Huitzilíhuitl y Itzcóatl.